# Balgo
Balgo – miasto w Australii, w stanie Australia Zachodnia.